# Паун (Ботошани)
Паун (рум. Păun) насеље је у Румунији у округу Ботошани у општини Михалашени. Oпштина се налази на надморској висини од 68 m.

## Становништво
Према подацима из 2002. године у насељу је живело 317 становника, од којих су сви румунске националности.